# Peter Schönenberger

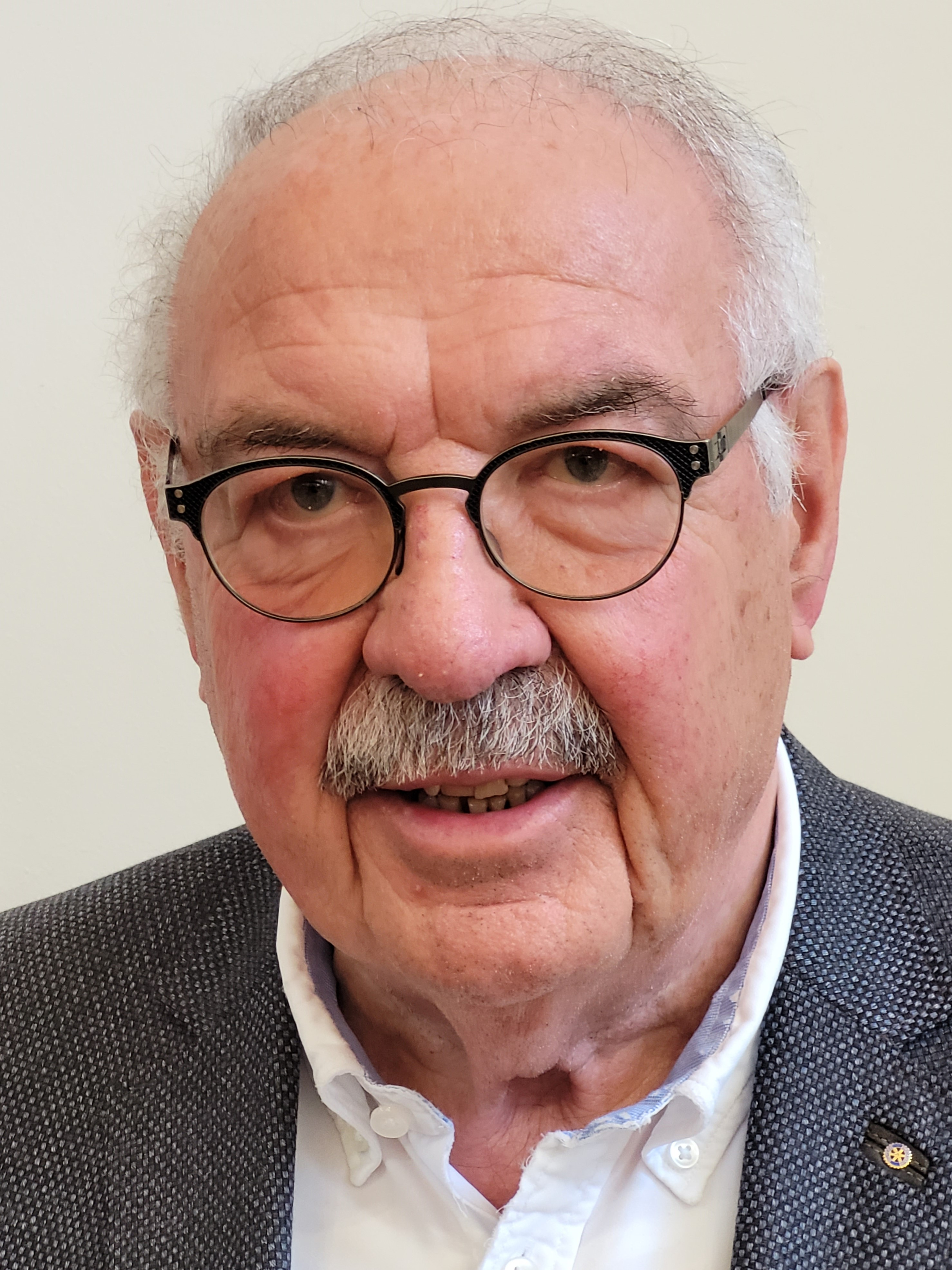
Peter Schönenberger (2024)

Peter Schönenberger (* 31. Mai 1940 in St. Gallen; heimatberechtigt in Kirchberg SG) ist ein Schweizer Jurist und Politiker (CVP). Er war Regierungsrat des Kantons St. Gallen.

## Leben
Peter Schönenberger wuchs in St. Gallen im Quartier Heiligkreuz auf. Er besuchte die Volks- und die Mittelschule in St. Gallen und in Altdorf UR, dort schloss er 1960 mit der Matura Typ B ab. Darauf folgten wirtschaftswissenschaftliche Studien an der Universität St. Gallen und das Studium der Rechtswissenschaften an der Universität Bern, wo er 1967 das Lizenziat (lic. jur.) erlangte. Anschliessend war er als Gerichtsschreiber am Bezirks- und am Kantonsgericht St. Gallen tätig. Das Anwaltspatent des Kantons St. Gallen erwarb er 1970. Ab 1971 wirkte er als selbständiger Wirtschaftsanwalt in St. Gallen und nahm Einsitz in Verwaltungsräten von Ostschweizer Unternehmen. Ab 1980 war er zudem nebenamtliches Mitglied des Kassationsgerichts des Kantons St. Gallen. 
Schönenberger wurde 1980 in den Kantonsrat gewählt, er präsidierte von 1984 bis 1990 die CVP-Fraktion. Als er 1991 von seiner Partei als Regierungsrat vorgeschlagen wurde, war er Grossratspräsident. Seine Wahl in die Regierung erfolgte im Februar 1992. Er wurde mit der Leitung des Finanzdepartements betraut. In seiner Amtszeit wurde eine Totalrevision des kantonalen Steuergesetzes erarbeitet und später umgesetzt. Ausserdem regte Schönenberger 1998, zusammen mit Staatssekretär Dieter Niedermann, eine ständige St. Galler Vertretung bei der Eidgenossenschaft in Bern an, um dem Kanton im Bund besseres Gehör zu verschaffen. Dafür dienten Vertretungen von Gliedstaaten in Deutschland und Österreich als Vorbilder. Später gab es regelmässige Treffen zwischen Vertretern der Kantone und den Bundesbehörden, Schönenberger war dabei von 2000 bis 2002 als Präsident der Konferenz der Kantonsregierungen der Sprecher.
Ein weiterer Schwerpunkt von Schönenbergers politischem Wirken lag bei der internationalen Zusammenarbeit. Von 2000 bis 2008 war er Mitglied der Internationalen Bodensee-Konferenz sowie der Arbeitsgemeinschaft Alpenländer. In seiner Funktion als Regierungspräsident (bis 2002 Landammann genannt) führte er 2002 an der Expo.02 die St. Galler Delegation an und konnte 2003 als Repräsentant des Kantons St. Gallen die Vereidigung von Schweizer Gardisten des Papstes in Rom mitfeiern.
Nach seinem Rücktritt als Regierungsrat 2008 wurden seine Leistungen als Finanzdirektor gewürdigt. Auf seinen Antrag hin führte der Kanton St. Gallen als einer der ersten Kantone vor der entsprechenden Regelung auf nationaler Ebene eine Schuldenbremse für die Staatsfinanzen ein. Er galt als Kämpfer für eine nachhaltige Finanzpolitik und Schwergewicht in der Regierung.
Schönenberger ist verheiratet und hat drei Töchter und einen Sohn.

## Weitere Tätigkeiten
- 1992–2000: Mitglied des Bankrates der St. Galler Kantonalbank (SGKB) und anschliessend von 2001 bis 2008 Verwaltungsrat der SGKB als Vertreter des Kantons und Mehrheitseigners
- Milizoffizier der Schweizer Armee im Range eines Obersten
- 2006–2018: Präsident Sport-Toto-Gesellschaft, Basel[11]
- 2006–2014: Verwaltungsrat der Swisslos Interkantonale Landeslotterie Genossenschaft, Basel
- 2006–2012: Mitglied Exekutivrat Swiss Olympic Association, Ittigen BE
- 1996–2004: Verwaltungsrat der Vereinigten Schweizerischen Rheinsalinen AG und von 2005 bis 2009 dessen Präsident
- 1993–2009: Mitglied Stiftungsrat der Förderstiftung des Instituts für Technologiemanagement der Universität St. Gallen
- 1996–2012: Mitglied Geschäftsleitender Ausschuss des Instituts für Finanzwissenschaft und Finanzrecht der Universität St. Gallen
- 2010–2012: Präsident der Gesellschaft Schweiz-Liechtenstein[12]
- 2008–2016: Präsident der Pro Vadiana als Förderverein der Kantonsbibliothek[13] sowie Präsident der Stiftung St. Galler Zentrum für das Buch[14]
- 2008–2012: Präsident des Beirates der St. Galler Festspiele